# Prêt-à-Porter (Film)
Prêt-à-Porter ist eine Filmkomödie von Robert Altman aus dem Jahr 1994.

## Handlung
Die Handlung des Films besteht aus zahlreichen Episoden, die durch eine Rahmenhandlung zusammengehalten werden. Sergei kauft in Moskau zwei Exemplare einer auffälligen Krawatte. Eine davon schickt er dem in Paris lebenden Olivier de la Fontaine, der sie als Erkennungszeichen beim geplanten Treffen tragen soll.
In Paris laufen inzwischen die Vorbereitungen für die großen Modenschauen auf Hochtouren. Zunächst wird Mode für Hunde präsentiert, dann erst folgt die normale Modenschau mit menschlichen Models. Als roter Faden führt TV-Reporterin Kitty Potter durch den Film, in dem sie Machern und Models ihre Fragen stellt.
Inzwischen ist Sergei in Paris eingetroffen und trifft Olivier de la Fontaine. Sergei heißt eigentlich Sergio und ist Italiener. Die beiden erkennen einander an der zuvor in Moskau gekauften Krawatte, die beide tragen. Sie besteigen ein Auto und scheinen eine wichtige Besprechung zu beginnen, als Olivier de la Fontaine plötzlich röchelt und an einem Schinkensandwich erstickt. Da der Fahrer den Hergang nicht beobachtet hat (weil er die Ursache eines Staus erkundete), hält er Sergio für einen Mörder. Der sieht sein Heil vor den alarmierten Menschenmassen in einem Sprung direkt von der Brücke in die Seine.
Die Weltpresse hat jetzt eine Sensationgeschichte, die sie unter dem Motto Unfall oder Mord? behandelt. Im Mittelpunkt des Interesses: Isabella de la Fontaine, die trauernde Witwe. Doch ihre Trauer scheint sich in Grenzen zu halten: „Er hat noch nie besser ausgesehen“, sagt sie über das Opfer bei der polizeilichen Identifizierung. Dann taucht plötzlich Sergio bei ihr auf. Sergio lebte jahrelang in der Sowjetunion, war ihr erster Ehemann und wurde von ihr für tot gehalten.
Des Weiteren tritt der hypercoole irische Top-Fotograf Milo O’Brannigan auf, mit dem sich drei Herausgeberinnen führender Modezeitschriften privat verabreden. Alle drei buhlen um einen Vertrag mit ihm und ziehen alle Register ihrer Überzeugungskraft, um O’Brannigan für sich zu gewinnen. Doch der nutzt einige für die Frauen peinliche Situationen aus für das Schießen entlarvender Fotos.
Die Journalistin Anne Eisenhower möchte in ihr Hotelzimmer einchecken. Dort übernachtete vorher der Sportreporter Joe Flynn, der wider Willen kurzfristig auf die Modenschau angesetzt wurde und so nicht abreisen kann. Es ist kein anderes Zimmer frei. Beide streiten um das Zimmer und beharren darauf, dort zu wohnen, während sie ernsthaft-situationskomisch versuchen, den anderen loszuwerden.
Inzwischen haben sich Sergio und Isabella wieder versöhnt und möchten das Wiedersehen mit einem romantischen Abend feiern. Sergio ist jedoch völlig geschafft durch die Anstrengungen seiner Flucht und schläft trotz Isabellas Striptease ein.
Während der Modenschauen ergeben sich einige Überraschungen: zwei Designer, die sich öffentlich beschimpfen, sind schwul und lieben sich; die Reporterin Kitty Potter ist farbenblind und auf einer Modenschau laufen alle Models nackt über den Laufsteg, inklusive des hochschwangeren Modells Albertine, nur mit einem Blumenstrauß und Brautschleier bekleidet.
Insgesamt wird die Welt der Mode ad absurdum geführt.
Anne und Joe haben beide das Zimmer bezogen und kommen sich zwangsläufig näher. Joe verführt Anne mit viel Champagner. Er will im Zimmer mit ihr bleiben, obwohl die Hoteldirektion inzwischen ein anderes Zimmer für ihn finden konnte. Joe bestellt nun jeden Abend Champagner, lässt ihn aber als „Geschenk des Hauses“ präsentieren.
Anne und der verheiratete Joe trennen sich, nachdem ihre Jobs in Paris erledigt sind. Es wird also keine gemeinsame Zukunft geben und das Zusammenleben im Hotelzimmer bleibt eine Episode in beider Leben.
Am Ende des Filmes wird Olivier de la Fontaine beerdigt und der Trauerzug führt an einer Parkbank vorbei, auf der Sergio offenbar übernachtet hat.

## Kritiken
- „Eine Filmkomödie aus der Welt der Mode, in deren brillanter Inszenierung eine Vielzahl von Handlungsfäden parallel laufen und die trotz mancher Griffe in die Klamottenkiste der Boulevard-Komödie die Souveränität ihres Regisseurs bezeugt. Ein auch darstellerisch überzeugendes Kinovergnügen.“ – „Lexikon des internationalen Films“ (CD-ROM-Ausgabe), Systhema, München 1997

- „(…) Doch diesmal ging Altmans Konzept nicht auf. Seine Ensemble-Farce, die mit quasi dokumentarischem Blick 38 Charaktere verfolgt, blieb an der schönen Oberfläche kleben. Statt sich auf die Darstellung exemplarischer Figuren zu konzentrieren, verliert sich Altman in dem großen bunten Zirkus, der sich in der Woche vor den Modeschauen in Paris abspielt. Dabei sind einzelne Episoden recht amüsant (…). Nur das Kinopublikum blieb aus. Die Welt des schönen Scheins interessierte weniger Leute als erwartet.“ – rk in: Das große TV Spielfilm Filmlexikon. Digitale-Bibliothek-Sonderband (CD-ROM-Ausgabe). Directmedia, Berlin 2006, ISBN 3-89853-036-1, S. 9873

Im Kölner Stadt-Anzeiger wurde er als unterhaltsam beschrieben, in der Zeitschrift Der Spiegel wurde die glanzvolle Starbesetzung gelobt.
Die Filmbewertungsstelle Wiesbaden verlieh der Produktion das Prädikat besonders wertvoll.

## Auszeichnungen
Der Film wurde für den Filmpreis Golden Globe Award in der Kategorie Bester Film nominiert, eine weitere Nominierung für den gleichen Preis erhielt Sophia Loren. Der Film gewann den National Board of Review Award in der Kategorie beste Leistung eines Schauspielensembles.